# Буке, Марсело
Эктор Марсело Буке Корлето (исп. Hector Marcelo Buquet Corleto; род. 4 октября 1963 года; Монтевидео, Уругвай) — уругвайский актёр, певец и самый известный секс-символ Мексики 90-х годов XX века.

## Биография
Родился 4 октября 1963 года в Монтевидео, Уругвай. С детства любил смотреть кинофильмы великого мексиканского режиссёра Луиса Бунюэля, а также увлекался мексиканской модой. В 1989 году его пригласили на съёмку и утвердили без проб на роль врача Фернандо Торреса в мексиканской теленовелле «Просто Мария», с роли в которой началась его звёздная судьба. Актёр стал знаменит не только у себя на родине, но и далеко за её пределами.

## Личная жизнь
Марсело Буке был женат на мексиканской актрисе Серрана, но личная жизнь не сложилась - они развелись. От этого брака у Марсело Буке двое детей.

## Фильмография

### Теленовеллы телекомпанииTelevisa
- 1989 — Просто Мария — Доктор Фернандо Торрес. (дубляж — Юрий Меншагин)
- 1992 — Дедушка и я — Херардо Диас Урибе.
- 1994 — Маримар — Родольфо Сан Генис.
- 1997 — Мария Исабель — Кристоболь.
- 1998 — Узурпаторша — Родриго Брачо. (дубляж — Юрий Петров)
- 2001 — Злоумышленница — Баррето.
- 2004 — Марианна не придёт — Хосе Рамон Мартинес.
- 2004 — Руби — Дамиан Карденас Руис.
- 2005 — Мачеха — Херардо Сальгадо.